# 2,3-二氨基丙酸
2,3-二氨基丙酸（Dpr）是一种非蛋白胺基酸，出现于一些次级代谢产物，包括双效菌素A和结核放线菌素。

## 生物合成
2,3-二氨基丙酸根离子由絲氨酸的磷酸吡哆醛（PLP）介导胺化生成。

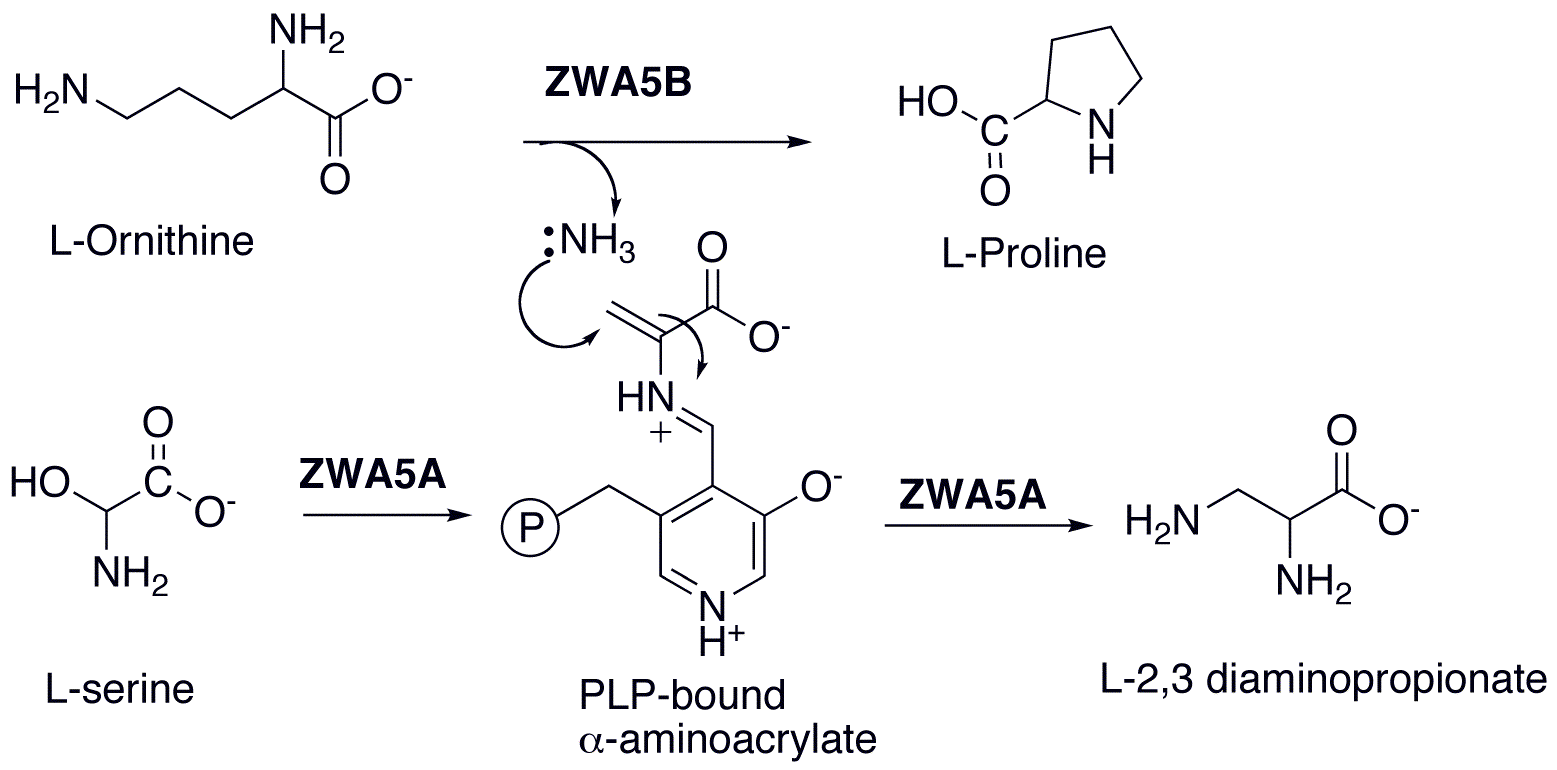
-2,3-二氨基丙酸根离子的生物合成